# 包正豪
包正豪（1971年10月18日—），中華民國國際政治經濟學學者，為淡江大學政經系暨戰略所專任教授，現任淡江大學國務院院長、台政會理事長、國政基金會特約研究員，曾任淡江大學蘭陽校園院長兼政經系主任、佛光大學政治系教授、勞動部勞動力發展署就業服務科技客服中心營運總監、臺灣民主基金會國合組主任、中華民意研究協會理事，畢業於政大政治系學、碩士、英國赫爾大學政治與國際研究系博士，專長研究領域為政治經濟、比較政治、統計學、臺灣原住民研究、東南亞國際關係。

## 學術

### 學位論文
- 1997年，〈第三屆立法委員選舉新黨競選策略之研究：以台北市、台北縣與桃園縣為例〉[5]
- 2005年，〈Regime Transformation in Asia: Contrasting Experiences in Taiwan and Singapore〉

### 研討會論文
- 2008年，〈原住民籍立法委員的代表取向與問政行為：1993-2007之法律提案內容分析〉（發表於2008年台灣政治學會年會暨學術研討會）
- 2009年，〈賄選與台灣的選舉動員:「朱紅鎮」縣議員選舉個案研究〉（發表於銘傳大學第三屆轉型與治理國際學術研討會）

## 時評
包正豪經常在個人Facebook或投書媒體針砭時政或分享個人觀點，其政治立場鮮明。

### 怒嗆學生不如甲蟲
一名就讀於淡江大學蘭陽校區的男大學生，因借書逾期未還而無法辦理修業證明，其父親就此事與校方人員發生口角，最後包正豪介入並怒嗆：「這種事情還把父親拉來，自己的錯自己不會處理善後嗎？」。包事後發文，感嘆這名男大學生連自力更生的甲蟲都不如，小事還要父母出面解決，簡直是大學教育的恥辱

### 回應立委蔡易餘的差別待遇說
民主進步黨籍立法委員蔡易餘日前在臉書指稱，對陸配和外配作差別待遇「剛剛好而已」。對此，包正豪在臉書上回應，人權是無論何時都應被尊重的普世價值，不應因政治立場而有不同適用；最後更狠酸蔡「能夠從身心靈都完美複製『豬』的形象」，讓他很嫉妒。

### 稱不給英國情侶補償金是侵害言論自由
BBC報導，一對來自英國的情侶在台隔離檢疫，卻向家人抱怨這段期間像待在監獄，對此，疫情指揮中心決議不發防疫補償金給兩人。包對此在Facebook表示，這樣完全是個人意志凌駕法律制度之上，他也認為英國情侶的發言有不妥，但卻因可受公評的言論被懲罰，是侵害言論自由。

### 批林右昌張忠謀接台大校長說
時任民主進步黨代理黨主席、基隆市市長林右昌對於國立台灣大學校長遴選遲未定案，竟表示：「找張忠謀（台積電創辦人）接任台大校長，各方都能接受」。包正豪在Facebook痛批林「姑且不論對錯，不說幹話會死嗎？」

### 公視董監事審查
公共電視第7屆第2次董監事審查委員會，含包正豪在內，由中國國民黨推舉的5名審查委員全數缺席，文化部部長李永得召開記者會痛斥這是「赤裸裸的政治綁架」。但包於Facebook表示，自己接受高中演講邀約而不克出席，並非刻意為之，認為李應就此發言向他致歉。文化部隨後以新聞稿表示，部長的發言是針對國民黨黨團的公開發言，對於造成審查委員被誤會表達誠摯歉意。

### 評大學授課亂象
一名南台灣的國立大學教授被爆料，因無熱水洗澡而請假一星期。包正豪表示雖難辨事情真偽，但可就此知道大學之中有許多令人匪夷所思的人與事，就他已知還有教授一學年的課程以播放美國影集為授課內容，期待他們自律只是自欺欺人。